# Australisk vitprickig manet
Australisk vitprickig manet (Phyllorhiza punctata) är en manet som ursprungligen hör hemma i sydvästra Stilla havet, i vattnen omkring Australien, men som har spridits med ballastvatten eller som fastsittande polyp på fartygsskrov även till andra delar av världen, bland annat Mexikanska golfen. Maneten kan nå en storlek på i genomsnitt 45–50 centimeter (mätt över klockan). Dess föda är olika zooplankton och den har ofta även zooxantheller (fotosyntetiserade alger) i sina vävnader som bidrar med näringsämnen. 
I vissa områden utanför sitt naturliga utbredningsområde kan maneterna sakna zooxantheller. Detta förekommer exempelvis i Mexikanska golfen, där dessa maneter dessutom blir ovanligt stora jämfört med andra populationer, upp till omkring 65 centimeter i diameter.
Giftet i nässelcellerna är svagt och maneten anses inte utgöra något hot mot människor. Däremot kan den vara till skada för fisket i områden där den införts, eftersom ägg och larver av fisk och kräftdjur är en del av dess föda.

## Bilder och video

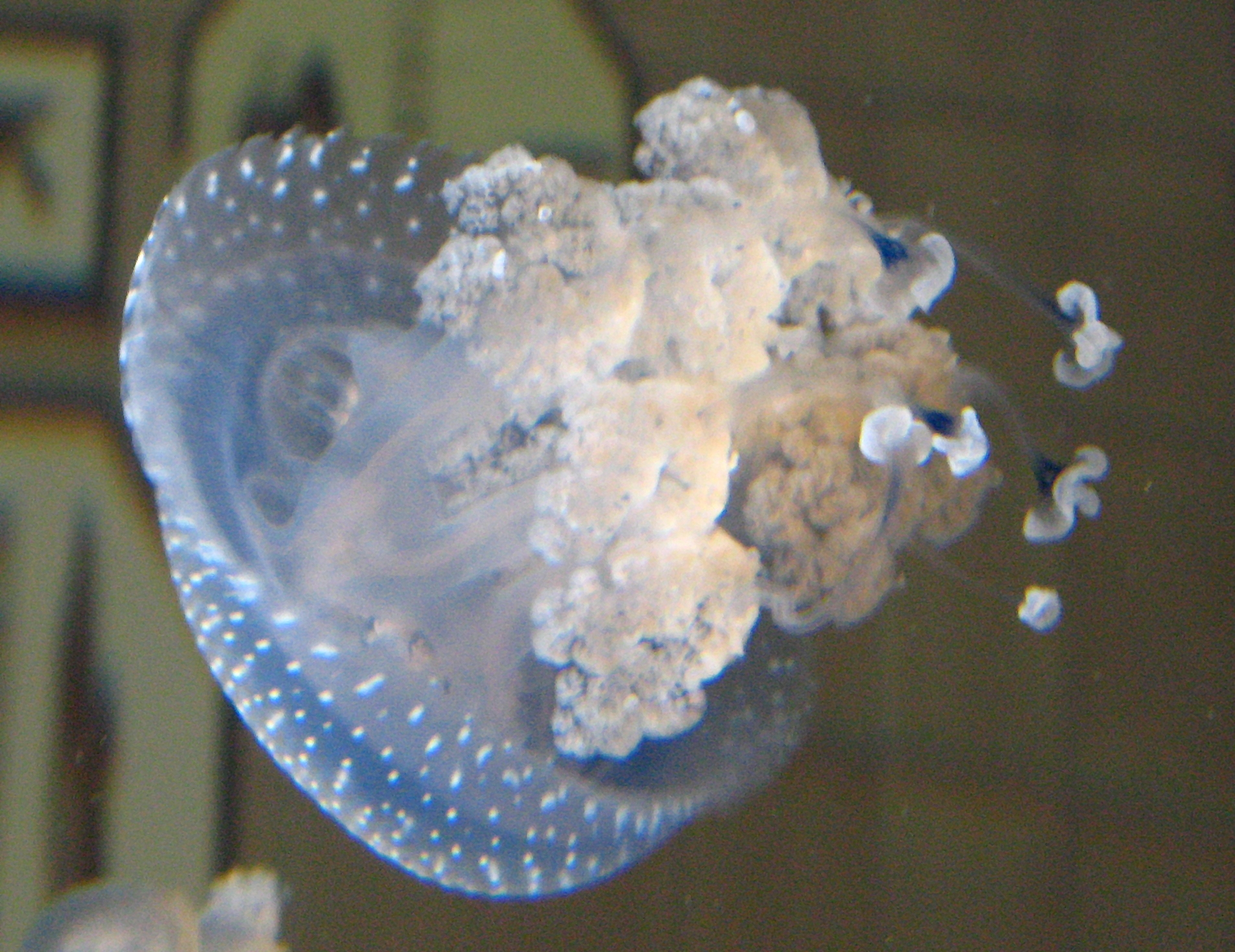
Phyllorhiza punctata på Berlin Zoo.
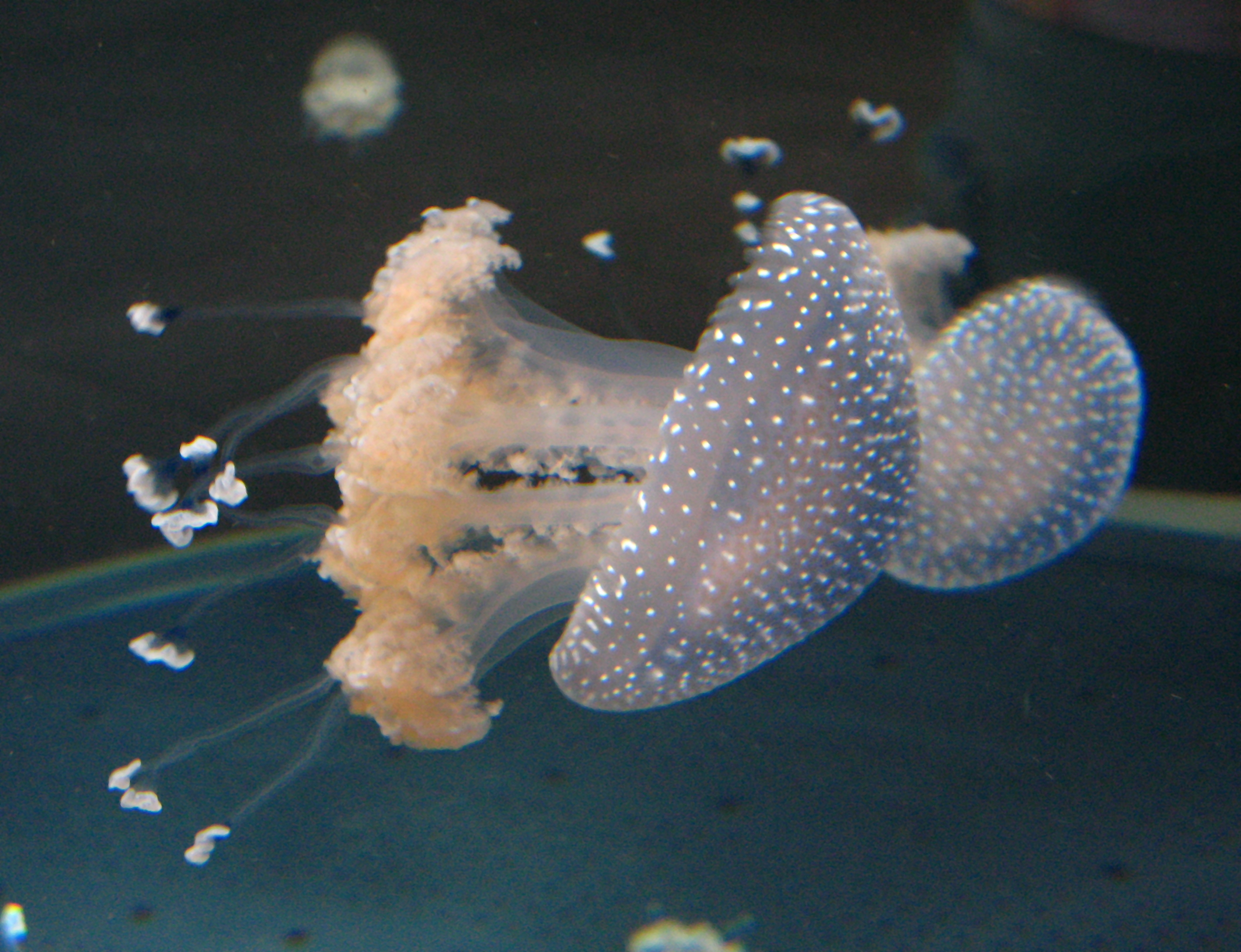
Phyllorhiza punctata på Berlin Zoo.
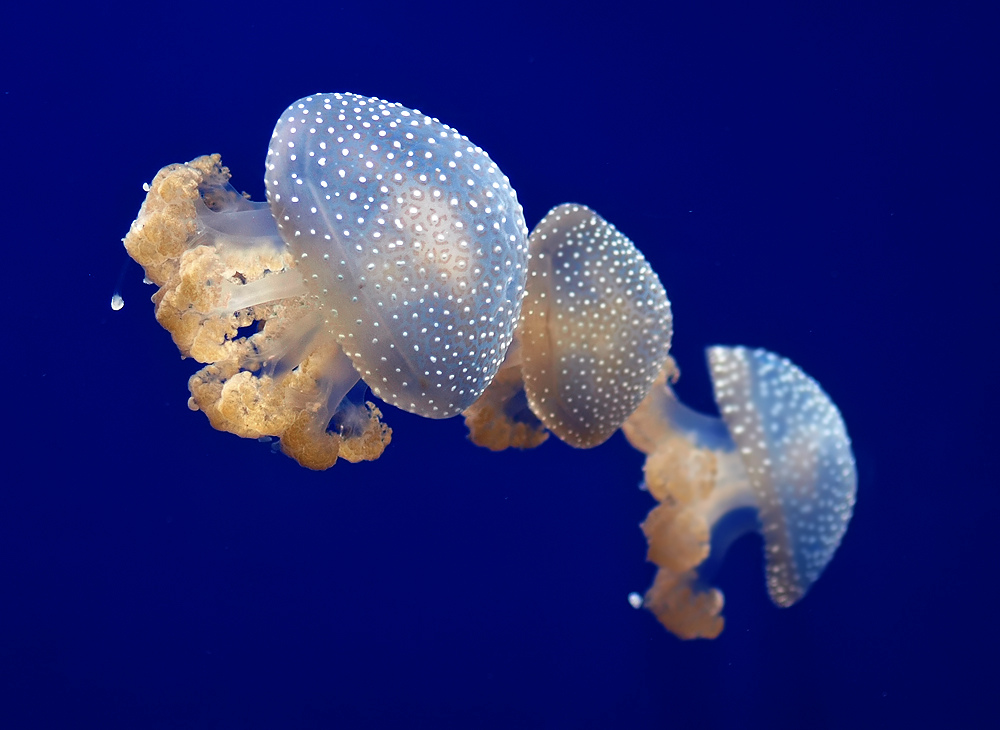
Videoklipp med Phyllorhiza punctata på Universeum i Göteborg.
- Phyllorhiza punctata på Tierpark Hagenbeck i Berlin.
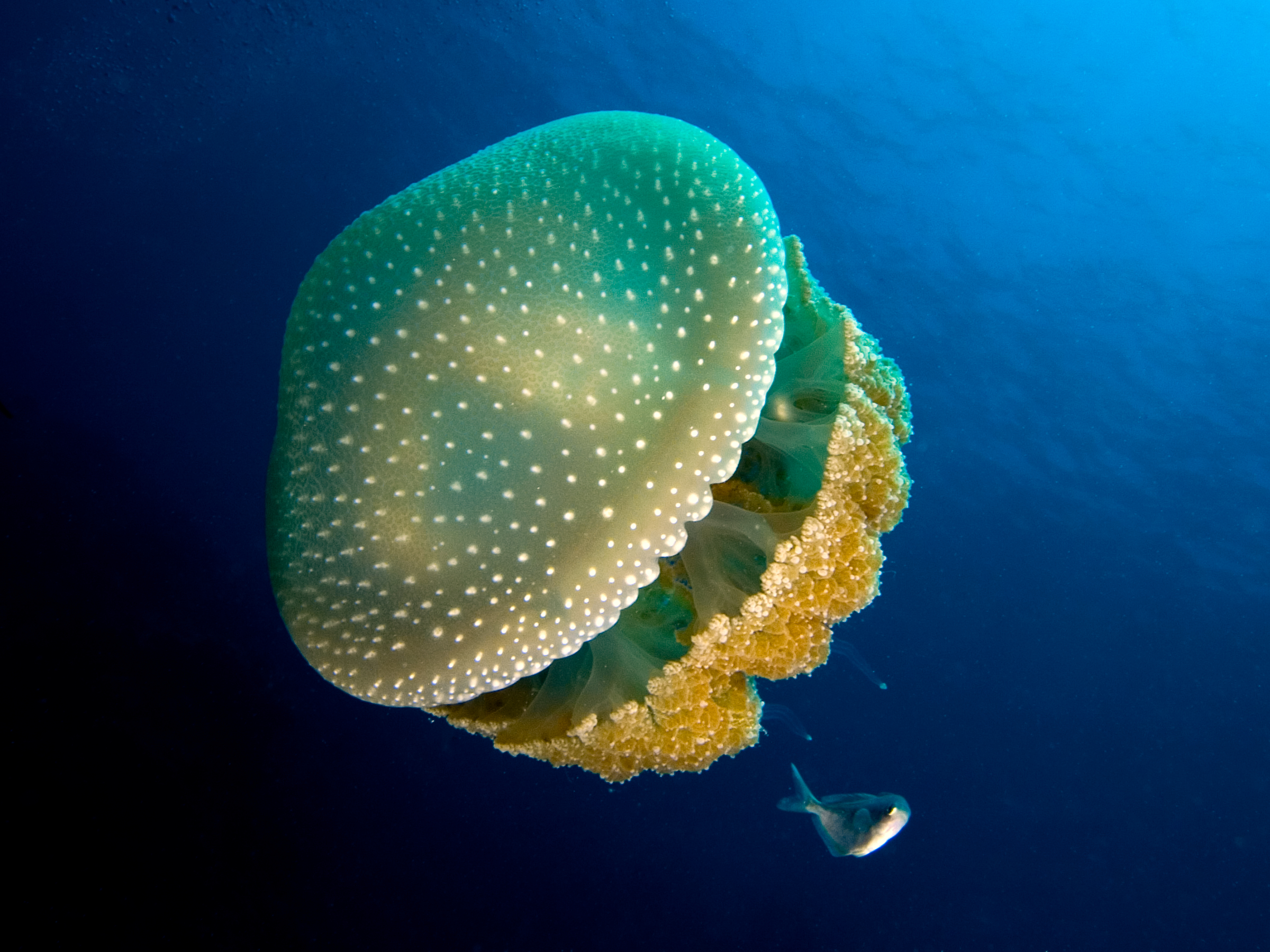
Phyllorhiza punctata utanför Haitis nordkust.